# Abdullah Abu Zema
Abdullah Abu Zema (en árabe: عبدالله محمد علي أبو زمع‎; Kuwait; 4 de abril de 1976) es un exfutbolista y entrenador de fútbol de Jordania nacido en Kuwait que jugaba en la posición de centrocampista.

## Carrera

### Club
| Periodo   | Club                    |
| --------- | ----------------------- |
| 1994–2005 | Al-Wehdat SC            |
| 2000–2001 | → Al-Wakrah SC (cedido) |

### Selección nacional
Jugó para Jordania en 82 ocasiones de 1996 a 2004 y anotó 12 goles; participó en la Copa Asiática 2004.

### Entrenador
| Periodo   | Club            |
| --------- | --------------- |
| 2013–2015 | Al-Wehdat SC    |
| 2016      | Jordania        |
| 2017–2018 | Kuwait SC       |
| 2018–2019 | Al Ansar Beirut |
| 2019–2021 | Al-Wehdat SC    |
| 2022      | Al Ansar Beirut |

## Logros

### Jugador
Al-Wehdat 
- Jordan League: 1994–95, 1995–96, 1996–97; 1997, 2004–05
- Jordan FA Cup: 1996, 1997, 2000
- Jordan Super Cup: 1997, 1998, 2000, 2005
- Jordan Shield Cup: 1995, 2002, 2004

Al-Wakrah
- Qatar Stars League: 2000–01

Jordania
- Pan Arab Games: 1997, 1999

### Entrenador
Al-Wehdat 
- Jordanian Pro League: 2013–14, 2014–15, 2020
- Jordan FA Cup: 2013–14
- Jordan Super Cup: 2014, 2021
- Jordan Shield Cup: 2020

Kuwait SC
- Kuwait Super Cup: 2017

## Estadísticas

### Goles con selección nacional
| #  | Fecha      | Sede        | Rival      | Resultado | Torneo                                   |
| -- | ---------- | ----------- | ---------- | --------- | ---------------------------------------- |
| 1  | 18-7-1999  | Amán        | Siria      | 4–0       | Amistoso                                 |
| 2  | 18-8-1999  | Amán        | Palestina  | 2–0       | Juegos Panarábicos de 1999               |
| 3  | 18-8-1999  | Amán        | Palestina  | 2–0       | Juegos Panarábicos de 1999               |
| 4  | 31-8-1999  | Amán        | Irak       | 4–4       | Juegos Panarábicos de 1999               |
| 5  | 4-4-2000   | Doha        | Palestina  | 5–1       | Clasificación para la Copa Asiática 2000 |
| 6  | 4-4-2000   | Doha        | Palestina  | 5–1       | Clasificación para la Copa Asiática 2000 |
| 7  | 8-4-2000   | Doha        | Qatar      | 2–2       | clasificación para la Copa Asiática 2000 |
| 8  | 23-5-2000  | Amán        | Kirguistán | 2–0       | Campeonato de la WAFF 2000               |
| 9  | 9-2-2002   | Ta'Qali     | Malta      | 1-2       | Amistoso                                 |
| 10 | 18-12-2002 | Kuwait City | Marruecos  | 1–1       | Copa de Naciones Árabe 2002              |
| 11 | 20-12-2002 | Kuwait City | Sudán      | 2–1       | Copa de Naciones Árabe 2002              |
| 12 | 26-8-2003  | Amán        | Irak       | 2–1       | Amistoso                                 |